# Chromatius
Der heilige Chromatius (* ca. 345 vermutlich in Aquileia; † 406 oder 407 in Grado) war von 388 bis zu seinem Tode Bischof seiner Heimatstadt Aquileia.

## Leben
Chromatius wurde zunächst Diakon und dann Priester. Als solcher nahm er an der bedeutenden Synode des Jahres 381 in Aquileia teil, die der Abwehr des Arianismus galt. Nach dem Tod seines Vorgängers Valerianus wurde er von Ambrosius von Mailand zum Bischof geweiht.
Er war hochgebildet, verfasste exegetische Werke, stand in regem Austausch mit Ambrosius von Mailand, dem Kirchenvater Tyrannius Rufinus und anderen und setzte sich für den verfolgten Johannes Chrysostomos ein. Hieronymus half er bei der Revision der lateinischen Bibelübersetzung. Den Streit zwischen Hieronymus und Rufinus über die Lehren des Origenes versuchte er zu schlichten, wobei er die Häresien des Origenes verwarf. Er war auch ein leidenschaftlicher Gegner des Arianismus und rottete diesen in seiner Diözese aus. Chromatius starb im Exil in Grado an der Adria.
Die Schriften des Chromatius wurden früher oft anderen Autoren zugeschrieben; erst in jüngster Zeit wurden sie rekonstruiert: mehr als 40 Predigten – davon einige nur fragmentarisch erhalten – und über 60 kommentierende Abhandlungen zum Matthäusevangelium gelten nun als seine Werke. Sie zeichnen sich durch eine farbige und einprägsame Sprache aus.
Besonders wichtige Themen sind für Chromatius die Dreifaltigkeit, der Heilige Geist und die Person Christi. Über letztere hat auch die Jungfrau Maria für ihn Bedeutung.

## Werke
- Raymond Etaix, Joseph Lemarie (Hrsg.): Chromatius Aquileiensis Opera. 2 Bde., Brepols, Turnhout 1974–1977 (Corpus Christianorum. Series Latina; IX A).
- Phoebadius, Chromatius Aquileiensis, Sulpicius Severus, Innocentius I, Zosimus, Bonifatius I, Gaudentius Brixiensis, Bachiarius (Patrologia Latina 20.) Brepols Verlag; ISBN 978-2-503-10202-3.
- Giuseppe Cuscito: Cromazio di Aquileia e la chiesa di Concordia, in: Studi su Portogruaro e Concordia, Antichità Altoadriatiche 25 (1984) 69–88. (Digitalisat)